# Jardin Alice-Saunier-Seïté
Le jardin Alice-Saunier-Seïté, est un espace vert situé à Paris, en France. C'est le plus petit espace vert public  parisien. 

## Situation et accès
Il est desservi par la ligne 4 à la station Saint-Germain-des-Prés.

## Origine du nom
Il porte le nom de la femme politique Alice Saunier-Seïté (1925-2003).

## Historique

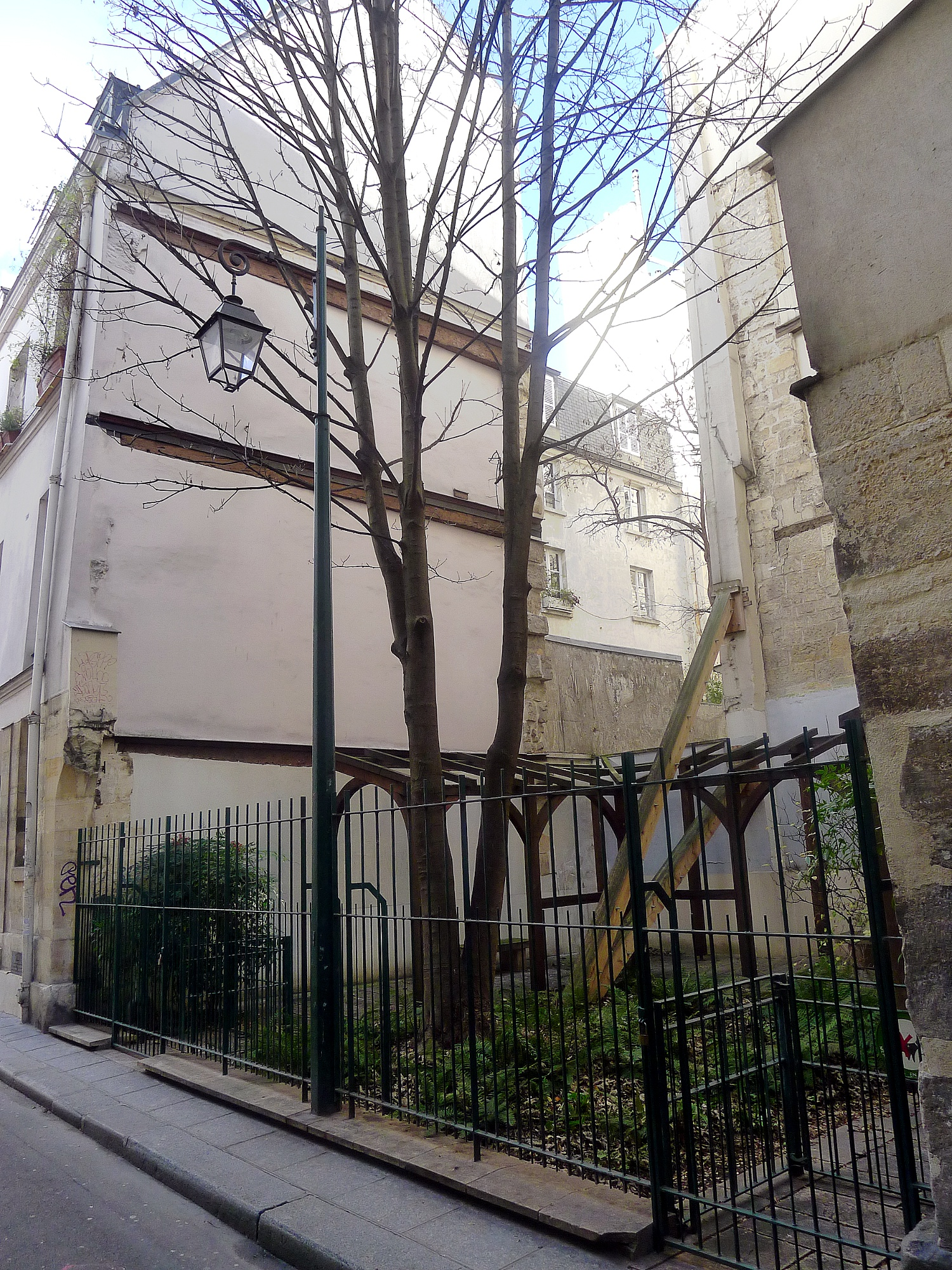
Le jardin Alice-Saunier-Seïté.

Créé en 2000 entre les 8-12, rue Visconti sous le nom de « jardin de la Rue-Visconti », dans le 6e arrondissement, il est renommé « jardin Alice-Saunier-Seïté » en janvier 2017.
Ce jardin mesurant seulement 80 m2, il s'agit du plus petit espace vert parisien. Il correspond à la parcelle de l'immeuble du no 10, démoli au début du XXe siècle, et s'inscrit dans l'alignement de la rue. 